# Attinas
Attinas (altgriechisch Ἀττίνας) war ein griechischer Koroplast, der am Ende des 1. Jahrhunderts v. Chr. und am Anfang des 1. Jahrhunderts n. Chr. in Myrina in Kleinasien tätig war.
Attinas ist nur von einer Signatur auf einer Tonstatuette einer Frau bekannt. Die Statuette befindet sich heute im Rijksmuseum van Oudheden in Leiden.